# Louis Démoléon
Louis Sébastien Démoléon (Parigi, 16 aprile 1997) è un calciatore francese naturalizzato malgascio, difensore dell'Enna e della nazionale malgascia.

## Biografia
È nato a Parigi da padre originario di Riunione e madre della Martinica.

## Carriera

### Club
Cresciuto nei settori giovanili di Bordeaux e Vicenza, nel 2016 passa in prestito all'Olympia Agnonese; l'11 agosto 2017 viene tesserato dal Prato, con cui firma un biennale. Il 31 gennaio 2018 passa alla Virtus Francavilla, che lascia nel successivo mese di agosto, per firmare con il Rotonda.
Il 19 dicembre 2018 si trasferisce al Matelica, con cui prima vince la Coppa Italia Serie D, per poi conquistare, nella seconda stagione, la promozione in Serie C. Passato quindi al Giulianova, disputa in Serie D anche le stagioni successive, con Molfetta, Città di Sant'Agata e Budoni.

### Nazionale
Di origini malgascie, nel 2023 ha ottenuto la prima convocazione con la nazionale del paese africano, con cui ha esordito il 17 novembre, nella partita di qualificazione al Mondiale 2026 persa per 1-0 contro il Ghana.

## Statistiche

### Presenze e reti nei club
Statistiche aggiornate al 30 giugno 2025.
| Stagione        | Squadra             | Campionato      | Campionato | Campionato | Coppe nazionali | Coppe nazionali | Coppe nazionali | Coppe continentali | Coppe continentali | Coppe continentali | Altre coppe | Altre coppe | Altre coppe | Totale | Totale |
| Stagione        | Squadra             | Comp            | Pres       | Reti       | Comp            | Pres            | Reti            | Comp               | Pres               | Reti               | Comp        | Pres        | Reti        | Pres   | Reti   |
| --------------- | ------------------- | --------------- | ---------- | ---------- | --------------- | --------------- | --------------- | ------------------ | ------------------ | ------------------ | ----------- | ----------- | ----------- | ------ | ------ |
| 2016-2017       | Olympia Agnonese    | D               | 27         | 2          | CI-D            | 0               | 0               | -                  | -                  | -                  | -           | -           | -           | 27     | 2      |
| 2017-gen. 2018  | Prato               | C               | 9          | 0          | CI-C            | 2               | 0               | -                  | -                  | -                  | -           | -           | -           | 11     | 0      |
| gen.-giu. 2018  | Virtus Francavilla  | C               | 2          | 0          | CI+CI-C         | -               | -               | -                  | -                  | -                  | -           | -           | -           | 2      | 0      |
| ago.-dic. 2018  | Rotonda             | D               | 9          | 0          | CI-D            | 0               | 0               | -                  | -                  | -                  | -           | -           | -           | 9      | 0      |
| dic. 2018-2019  | Matelica            | D               | 2+1        | 0          | CI-D            | 2               | 0               | -                  | -                  | -                  | -           | -           | -           | 5      | 0      |
| 2019-2020       | Matelica            | D               | 7          | 0          | CI+CI-D         | 1+1             | 0               | -                  | -                  | -                  | -           | -           | -           | 9      | 0      |
| Totale Matelica | Totale Matelica     | Totale Matelica | 9+1        | 0          |                 | 4               | 0               |                    | -                  | -                  |             | -           | -           | 14     | 0      |
| sett. 2020-2021 | Giulianova          | D               | 19         | 0          | -               | -               | -               | -                  | -                  | -                  | -           | -           | -           | 19     | 0      |
| 2021-2022       | Molfetta            | D               | 17         | 0          | CI-D            | 1               | 0               | -                  | -                  | -                  | -           | -           | -           | 18     | 0      |
| 2022-2023       | Città di Sant'Agata | D               | 31         | 1          | CI-D            | 1               | 0               | -                  | -                  | -                  | -           | -           | -           | 32     | 1      |
| 2023-2024       | Budoni              | D               | 24         | 1          | CI-D            | 1               | 0               | -                  | -                  | -                  | -           | -           | -           | 25     | 1      |
| 2024-2025       | Enna                | D               | 24         | 0          | CI-D            | 4               | 0               |                    |                    |                    |             |             |             | 28     | 0      |
| Totale carriera | Totale carriera     | Totale carriera | 172        | 4          |                 | 13              | 0               |                    | -                  | -                  |             | -           | -           | 185    | 4      |

### Cronologia presenze e reti in nazionale
| Cronologia completa delle presenze e delle reti in nazionale ― Madagascar | Cronologia completa delle presenze e delle reti in nazionale ― Madagascar | Cronologia completa delle presenze e delle reti in nazionale ― Madagascar | Cronologia completa delle presenze e delle reti in nazionale ― Madagascar | Cronologia completa delle presenze e delle reti in nazionale ― Madagascar | Cronologia completa delle presenze e delle reti in nazionale ― Madagascar | Cronologia completa delle presenze e delle reti in nazionale ― Madagascar | Cronologia completa delle presenze e delle reti in nazionale ― Madagascar |
| Data                                                                      | Città                                                                     | In casa                                                                   | Risultato                                                                 | Ospiti                                                                    | Competizione                                                              | Reti                                                                      | Note                                                                      |
| ------------------------------------------------------------------------- | ------------------------------------------------------------------------- | ------------------------------------------------------------------------- | ------------------------------------------------------------------------- | ------------------------------------------------------------------------- | ------------------------------------------------------------------------- | ------------------------------------------------------------------------- | ------------------------------------------------------------------------- |
| 17-11-2023                                                                | Kumasi                                                                    | Ghana                                                                     | 1 – 0                                                                     | Madagascar                                                                | Qual. Mondiali 2026                                                       | -                                                                         | 71’                                                                       |
| 22-3-2024                                                                 | Antananarivo                                                              | Madagascar                                                                | 1 – 0                                                                     | Burundi                                                                   | Amichevole                                                                | -                                                                         |                                                                           |
| 25-3-2024                                                                 | Antananarivo                                                              | Madagascar                                                                | 0 – 2                                                                     | Ruanda                                                                    | Amichevole                                                                | -                                                                         | 46’                                                                       |
| 7-6-2024                                                                  | Johannesburg                                                              | Madagascar                                                                | 2 – 1                                                                     | Comore                                                                    | Qual. Mondiali 2026                                                       | -                                                                         | 83’                                                                       |
| 11-6-2024                                                                 | Johannesburg                                                              | Madagascar                                                                | 0 – 0                                                                     | Mali                                                                      | Qual. Mondiali 2026                                                       | -                                                                         | 16’                                                                       |
| 5-9-2024                                                                  | Radès                                                                     | Tunisia                                                                   | 1 – 0                                                                     | Madagascar                                                                | Qual. Coppa d'Africa 2025                                                 | -                                                                         |                                                                           |
| 9-9-2024                                                                  | Radès                                                                     | Madagascar                                                                | 1 – 1                                                                     | Comore                                                                    | Qual. Coppa d'Africa 2025                                                 | -                                                                         |                                                                           |
| 11-10-2024                                                                | Casablanca                                                                | Madagascar                                                                | 1 – 1                                                                     | Gambia                                                                    | Qual. Coppa d'Africa 2025                                                 | -                                                                         |                                                                           |
| 14-10-2024                                                                | El Jadida                                                                 | Gambia                                                                    | 1 – 0                                                                     | Madagascar                                                                | Qual. Coppa d'Africa 2025                                                 | -                                                                         |                                                                           |
| 8-6-2025                                                                  | Orléans                                                                   | RD del Congo                                                              | 3 – 1                                                                     | Madagascar                                                                | Amichevole                                                                | -                                                                         |                                                                           |
| Totale                                                                    |                                                                           | Presenze                                                                  | 10                                                                        |                                                                           | Reti                                                                      | 0                                                                         |                                                                           |

## Palmarès

### Club

#### Competizioni nazionali
- Coppa Italia Serie D: 1

Matelica: 2018-2019
- Serie D: 1

Matelica: 2019-2020 (girone F)